# Ixtlán de Juárez
Ixtlán de Juárez ist ein Bergdorf mit ca. 3.000 Einwohnern und Verwaltungssitz der gleichnamigen Gemeinde (municipio) mit insgesamt ca. 8.500 Einwohnern im Norden des Bundesstaates Oaxaca in Mexiko.

## Lage und Klima
Der Ort Ixtlán de Juárez liegt in den bis zu 3270 m hohen Bergen der Sierra Norte ca. 66 km (Fahrtstrecke) nordöstlich der Stadt Oaxaca de Juárez in einer Höhe von ca. 2037 m. Der kleinere Nachbarort Capulálpam de Méndez ist nur ca. 10 km in südöstlicher Richtung entfernt. Das Klima ist wegen der Höhenlage gemäßigt; der für mexikanische Verhältnisse reichliche Regen (ca. 950 mm/Jahr) fällt hauptsächlich während des Sommerhalbjahrs.

## Bevölkerungsentwicklung
| Jahr      | 2000  | 2005  | 2010  |
| Einwohner | 2.201 | 2.479 | 2.718 |

Der leichte aber stetige Bevölkerungszuwachs hängt hauptsächlich mit der Zuwanderung von Familien und Einzelpersonen aus den Dörfern der Umgebung zusammen.

## Wirtschaft
Der Ort existierte bereits vor der spanischen Eroberung; es war eine Gründung der Zapoteken-Indianer. Im Jahr 1775 wurde in der Umgebung ein Gold- und Silberbergwerk in Betrieb genommen; dessen Erträge flossen zu einem nicht unerheblichen Teil in die Ausgestaltung der Kirche. Die Menschen der Region leben noch heute weitgehend als Selbstversorger von den Erträgen ihrer Felder (Mais, Weizen) und Gärten (Kartoffeln, Bohnen, Tomaten, Chili etc.) Viehzucht (Hühner) wird nur in geringem Umfang betrieben. Seit Beginn des 21. Jahrhunderts ist der Wander- und Ökotourismus als Einnahmequelle des Ortes hinzugekommen.

## Geschichte
Über die Geschichte des Ortes und seines Umlandes ist nur wenig bekannt. Die hier lebenden Zapoteken-Indianer leisteten sowohl Widerstand gegen die aztekische als auch gegen die spanische Okkupation.

## Sehenswürdigkeiten
- Mit dem Bau der Kirche Santo Tomás Apóstol wurde im Jahr 1640 begonnen, doch wurde der Bau erst im Jahr 1734 vollendet. Die Kirche ähnelt außen wie innen sehr der Kirche des Nachbarorts Capulálpam de Méndez, doch ist ihre Fassadengestaltung insgesamt deutlich reicher. Bemerkenswert sind die zahlreichen Barock- und Rokokoaltäre im Stil des Churriguerismus an den Wänden des Kirchenschiffs.
- Der ca. 12 m hohe Uhrenturm wurde zu Beginn des 20. Jahrhunderts erbaut.
- Das Museo Laayetzi präsentiert geologische und zoologische Exponate. Einige wenige Figurenreliefs im zapotekischen Stil sind ebenfalls vorhanden.

## Persönlichkeiten
- Benito Juárez (1806–1872) wurde im 4 km entfernten Bergdorf Guelatao geboren, aber in Ixtlán getauft.